# Наследственост
В генетиката под наследственост се разбира свойството на всички живи организми да предават на потомството характерни особености на строежа и индивидуалното развитие.

## Същност
Всеизвестно е, че кучетата раждат кученца, от зърната на пшеницата пониква отново пшеница, майките и бащите дават началото на малки деца, които един ден стават възрастни майки и бащи. Децата често приличат много на родителите си — наследяват от тях не само външните белези (цвят на косите и очите, ръст и т.н.), но и способности. Известният немски композитор Бах получил дарбата си от прадедите си и от своя страна също я предал на децата си. За 8 поколения в рода на Бах се наброяват около 50 известни музиканти.
Свойството на всички живи организми да предават на потомството характерни особености на строежа и индивидуалното развитие се нарича наследственост. Именно свойство, защото процесът на предаване на наследствените белези се нарича унаследяване. Или с други думи някои хора унаследяват музикална дарба, а свойството да се предава тя е наследственост. Наследствеността е присъща на всички организми. Без нея не би съществувало многообразието и постоянството на растителния и животинския свят. Наследствените белези се получават и от двамата родители.

## Откриване
Разкриването на тайните на наследствеността е дълъг процес, свързан с развитието на науката за живота – биологията. Важна стъпка в тази насока е откритието на английския учен Робърт Хук (1635-1703), който под микроскоп наблюдавал в тънък срез от корк малки кутийки, наречени от него клетки. По-късно немските учени Матиас Шлайден и Теодор Шван създали клетъчната теория за устройството на растенията и животните, според която всички организми са изградени от клетки. В много от тях под микроскоп учените наблюдавали по-плътно „островче“ — ядрото, а в ядрата на делящи се клетки били установени закривени лентички. Те се отправяли в двата края на клетката, след което тя се разделяла на две части — процес, известен като клетъчно делене. По-късно тези лентички били наречени хромозоми.
По-късно австрийският естественик Грегор Мендел (1823–1884) започнал знаменитите си опити с грахови растения. Той засаждал различни видове грах, които се различавали по противоположни признаци — висок и нисък ръст, гладка и грапава повърхност на зърната, жълт и зелен цвят на зърната и т.н. Мендел използвал т.нар. чисти линии грах — растения, които в продължение на няколко поколения при самоопрашване давали например само жълти зърна. При един от опитите си той пренасял прашец от грахови растения, които давали само зелени зърна, върху цветове на растения, които образували само жълти зърна. Всички получени зърна били жълти. От тях поникнали растения, които, след като цъфнали, Мендел опрашил (кръстосал) помежду им. В шушулките на граховите растения се родили както жълти, така и зелени грахчета. При всеки опит Мендел броял и двата вида зърна и установил, че броят на жълтите се отнася към броя на зелените зърна както 3:1. Жълтият цвят доминирал (преобладавал) над зеления рецесивен (слаб) цвят. По този начин Мендел открил закономерния характер на предаването на наследствените признаци. Той предполагал, че те се определят от фактори, които се намират в половите клетки. Никой не обърнал внимание на Мендел, въпреки че той ги публикувал и изпратил печатния си труд на някои известни учени в Европа.
За опитите на Мендел си спомнили чак в началото на 20 век, когато бил преоткрит закономерният характер при предаването на наследствените белези при различните видове растения и животни. Разработена била хромозомната теория на наследствеността, съгласно която носители на наследствените признаци са хромозомите в ядрата на всички клетки. Установено било, че всеки вид има точно определен брой хромозоми с характерна форма. Така например клетките на човека имат 46 хромозоми, на граха – 14, на кучето – 78, на домашния заек — 44, и т.н. По-късно с множество опити върху плодовата мушица американският учен Томас Морган показал, че гените, носители на наследствените признаци, са разположени в хромозомите линейно един след друг.

## Механизъм
С помощта на новите понятия откритите от Мендел закономерности се обясняват лесно. Жълтият цвят на граховите зърна се определят от двойка гени за жълт цвят АА, разположени на двойка различни хромозоми. По същия начин зеленият цвят се диктува от друга двойка гени аа. При образуването на половите клетки броят на хромозомите намалява наполовина, като половите клетки на растенията с жълти зърна имат гена А, а половите клетки на растенията със зелен цвят – гена а. След опрашването и оплождането броят на хромозомите се възстановява и клетките на граховите зърна съдържат едновременно гени на за жълт и за зелен цвят – Аа. Получават се само жълти грахчета, защото генът А е доминантен. Те образуват два вида полови клетки – с ген А и ген а. В резултат на оплождането могат да се получат клетки с комбинации на гените АА, Аа, аА и аа. Граховите зърна с гени АА, Аа и аА ще бъдат жълти, а с гени аа – зелени. Теоретично съотношението между тях е 3:1, каквото получавал Мендел.
В действителност предаването на наследствените признаци е много по-сложно, защото едновременно се унаследява значителен брой гени. Само на една хромозома са разположени стотици гени. Но за отделните двойки признаци закономерностите, формулирани от Мендел, са в сила. Предаването на наследствените белези има закономерен характер, но проявяването им зависи и от условията на живот. Ако крава с висока млечност не се храни добре, тя ще дава много по-малко мляко, отколкото при добро отглеждане.

## ДНК
Въпреки развитието и успехите на генетиката – наука за наследствеността и изменчивостта на организмите – веществото на гените оставало загадка. Едва в средата на 20 век чрез опити върху бактерии било установено, че пряко отношение към наследствеността има дезоксирибонуклеиновата киселина (ДНК). Съобразявайки известните дотогава данни за състава и особеностите на тази молекула, през 1953 г. американският учен Джеймс Уотсън и английският учен Френсис Крик предлагат пространствен модел на ДНК. Според него ДНК представлява двойна спирала, веригите на която са усукани една спрямо друга. Всяка верига е изградена от основен скелет, състоящ се от захарида дезоксирибоза и фосфорна киселина. Във вътрешността на спиралата са разположени 4 различни бази: аденин (А), тимин (Т), гуанин (Г) и цитозин (Ц), които се свързват помежду си съответно А-Т и Г-Ц. Някои оприличават молекулата на ДНК на извита стълба, „стъпалата“ на която са свързани между съответните бази. По-нататък били извършени опити с ДНК от различен произход, които убедително показали верността на предложения модел. В молекулата на ДНК наследствената информация се записва на особен химичен език, известен като генетичен код, съставен от различни комбинации на четирите бази – А, Т, Г и Ц. Ако текстът, записан в ядрото на една човешка клетка на този език, се предаде чрез азбуката на хората, ще заеме около 3000 тома, всеки по 1000 страници.
Разкриването на структурата на ДНК като че ли поставя нещата на местата им. Носител на наследствената информация е ДНК, а гените са всъщност „парчета“ от нея. Или условието за унаследяване е да имаш ДНК, опакована в хромозоми. Остава открит обаче друг въпрос – по какъв начин ДНК, намирайки се в ядрото на клетката, определя проявяването на един или друг признак или как се изпълнява завещанието ѝ. Основа на живота на организмите и на клетките, които ги изграждат, са белтъците. Те са сложни органични молекули, съставени от навързани една за друга аминокиселини. Наследствените белези са резултат от обмяната на веществата, която се регулира от множество белтъчни катализатори, наречени ензими. Оказва се, че в молекулата на ДНК е записана информация за синтеза на всички белтъци на клетката. Чрез друга нуклеинова киселина, наречена рибонуклеинова киселина (РНК), ДНК дава информация как да се синтезира определен белтък. Затова тази РНК се нарича информационна (иРНК). Тя пренася информацията за синтеза на даден белтъчен фактор от ядрото на цитоплазмата на клетката, където върху рибозомите (клетъчни частици) се осъществява белтъчният синтез. Така се изпълва и последната „празнина“ при предаването и реализирането на наследствените белези – установява се, че ДНК кодира синтеза на белтъците.

## Унаследяване на болести
По наследствен път се унаследяват и някои болести — далтонизъм, хемофилия. Далтонистите не различават добре цветовете и в много случаи имат затруднения в живота — бъркат светлинните сигнали на светофарите, рисуват тревата червена и т.н. Много по-сериозно е положението на болните от хемофилия, кръвта на които не се съсирва. При най-малката драскотина или убождане, те са застрашени. От хемофилия страдали често представителите на владетелските династии поради това, че сключвали бракове помежду си.

## Значение
Благодарение на наследствеността хората получили многобройните днес породи животни и сортове растения с ценни качества. В продължение на много векове за размножаване оставяли индивиди-рекордьори — крави с висока млечност, овце с дълга и мека вълна, растения с по-големи и по-сочни плодове. Ценните качества на родителите се запазвали и предавали на потомството тъкмо поради наличността на наследственост. Голяма част от красивите аквариумни рибки са резултат от внимателен подбор и кръстосване на рибки с определени качества. И още нещо, което трябва да се знае – при обикновените условия е възможно кръстосването само между организми от един и същи вид и по изключение при много близки родове.